# Château des Princes-Électeurs (Coblence)
Le château des Princes-Électeurs (allemand : Kurfürstliches Schloss) de Coblence fut la résidence du dernier archevêque et Prince-Électeur de Trèves, Clément Wenceslas de Saxe (1739-1812),  fils du roi Auguste III de Pologne et de Marie-Josèphe d'Autriche, oncle maternel des rois de France Louis XVI,Louis XVIII et Charles X, qui a fait construire ce château à la fin du XVIIIe siècle.
Les travaux sont entamés en 1778 selon les plans de l'architecte français Pierre-Michel d'Ixnard, directeur des bâtiments du grand électeur. Les travaux sont interrompus à la fin de l'année 1779 à la suite de nombreux dépassements des devis. Le Prince-Électeur fait appel à l'Académie royale d'architecture pour obtenir les bénéfices d'un nouvel architecte français. On lui envoie Antoine-François Peyre, qui redessine le projet et achève les travaux en 1786.